# San Cosmo Albanese
Pour les articles homonymes, voir Albanese.
San Cosmo Albanese est une commune de la province de Cosenza, dans la région de Calabre, en Italie.

## Histoire
La commune tire son nom (Albanese) des Albanais fuyant l’avance ottomane, qui s’y sont installés au XVe siècle. Ces Albanais, les Arbëresh, ont gardé une forte identité, parlant toujours leur langue, l’arbërisht.

## Administration
| Période                                  | Période | Identité | Étiquette | Qualité |
| ---------------------------------------- | ------- | -------- | --------- | ------- |
|                                          |         |          |           |         |
| Les données manquantes sont à compléter. |         |          |           |         |

### Communes limitrophes
Acri, Corigliano Calabro, San Demetrio Corone, San Giorgio Albanese, Vaccarizzo Albanese